# Dink's Song
Dink's Song (a volte nota come Fare Thee Well) è una canzone tradizionale americana eseguita da molti musicisti durante il Folk Revival come Pete Seeger, Fred Neil, Bob Dylan, Dave Van Ronk e Cisco Houston, ma anche da artisti più recenti come Jeff Buckley. Il brano racconta la storia di una donna abbandonata dal suo amante proprio nel momento in cui ha più bisogno di lui.

## Descrizione e storia
La prima registrazione storica della canzone venne data dall'etnomusicologo John Lomax nel 1909, che la incise come esecuzione cantata da una donna afroamericana di nome Dink, mentre lavava gli abiti del marito in un campo di tende di costruttori di argini fluviali sulla riva del fiume Greater Calhoun Bayou, a pochi chilometri da Houston e dall'università.
La prima pubblicazione del brano in American Ballads and Folk Songs, edita da John Lomax e da suo figlio Alan, venne stampata da Macmillan nel 1934.
Josh White ha registrato la canzone con il nome di Fare Thee Well nel 1945. È apparsa sul suo primo album, intitolato Songs by Josh White, per l'Asch Records (casa discografica antesignana della Folkways Records). Come il resto dei brani dell'album, è stata eseguita in maniera acustica, con solo la chitarra. Successivamente White ha ri-registrato la canzone almeno una volta nella sua carriera, con il titolo di Dink's Blues. Questa versione appare sull'album della Mercury del 1957 Josh White's Blues (MG 20203).
Nel film del 1946 Maschere e pugnali, il personaggio interpretato dall'attrice Lilli Palmer canta un verso di Dink's Song al protagonista, interpretato da Gary Cooper, spiegandogli che l'ha appresa da un aviatore americano della Nuova Arizona e che non ha avuto la possibilità di imparare il resto della canzone.
Gloria Lynne incise il brano su un concept album creato e prodotto da Harry Belafonte e intitolato Long Road to Freedom: An Anthology of Black Music. Lynne nomina la canzone Honey. Questa versione venne registrata anche da Burl Ives (nel 1965 circa).
Dave Van Ronk ha registrato la canzone nel 1967 per il suo album Dave Van Ronk and the Hudson Dusters. Nelle note di copertina dell'album, Van Ronk scrive che considera la melodia "probabilmente il miglior pezzo di canto che abbia mai inciso su disco." Continua spiegando: "successivamente all'incisione del brano la mia voce era stata colpita da una laringite, con l'effetto di aprire una valvola di ottava che non sapevo nemmeno di avere. Il giorno dopo la registrazione non riuscivo a parlare e quindi neanche a cantare".
Dink's Song venne scritta e prodotta in un arrangiamento diverso da Frank Black nel suo album del 2006 Fast Man Raider Man.
Un breve estratto della canzone, eseguita da Oscar Isaac e Marcus Mumford, appare nel film dei fratelli Coen A proposito di Davis, così come una versione acustica solista di Isaac. Entrambe le versioni sono presenti nell'album della colonna sonora originale.
Dink's Song venne anche eseguita dal personaggio di Rob Benedict Chuck/God nella serie televisiva Supernatural, alla fine dell'episodio Non chiamarmi Shurley.
Il brano venne cantato anche da Mississippi Brown, personaggio interpretato da Peggy Castle, nella serie-tv Cheyenne, durante l'episodio Fury at Rio Hondo, andato in onda il 17 aprile 1956.

## Testo
Come molte canzoni tradizionali, esistono numerose versioni dei testi di Dink's Song. La versione pubblicata per la prima volta in American Ballads and Folk Songs è resa in un'approssimazione dell'inglese vernacolare afroamericano.